# Aroldo Tieri
Aroldo Tieri né à Corigliano Calabro le 28 août 1917 et mort à Rome le 28 décembre 2006 est un acteur italien. Il est apparu dans  107 films entre 1939 et 1969.

## Biographie
Né à Corigliano Calabro, fils du journaliste et dramaturge Vincenzo Tieri, Aroldo Tieri se rend à Rome à l'âge de 18 ans pour faire des études de droit à l'université et s'inscrit à l'Accademia Nazionale di Arte Drammatica Silvio d'Amico. Diplômé en 1938, il fait ses débuts au théâtre et au cinéma, devenant l'un des jeunes acteurs les plus populaires et appréciés. Au cinéma, Tieri se spécialise dans les rôles de jaloux, colérique, nerveux, et cette caractérisation limite sa carrière et cause son départ à la fin des années 1960. Sa polyvalence a été révélée en particulier sur scène et à la télévision qui, à la fin des années 1950, lui donne une notoriété avec une adaptation réussie du roman Nicholas Nickleby de Dickens et puis en tant qu'hôte de Canzonissima en 1960. Compagnon pour de nombreuses années sur la scène de l'actrice Giuliana Lojodice, qui deviendra son épouse, ils fondent ensemble une société en 1965. Le couple reste actif au théâtre, à la radio et à la télévision.

## Filmographie partielle
- 1940 : 
  - Il capitano degli ussari de Sándor Szlatinay
  - Manon Lescaut de Carmine Gallone
- 1943 : C'e sempre un ma! de Luigi Zampa
- 1947 : Ultimo amore  de  Luigi Chiarini
- 1949 :
  - Non perdiamo la testa de Mario Mattoli
  - Le Chevalier de la révolte (Vespro siciliano) de Giorgio Pàstina
  - Totò cherche un appartement (Totò cerca casa) de Mario Monicelli et Steno
- 1950 : 
  - Mon frère a peur des femmes (L'inafferrabile 12) de Mario Mattoli.
  - Taxi de nuit (Taxi di notte) de Carmine Gallone
- 1951 : Accidenti alle tasse!! de Mario Mattoli
- 1953 : Chansons, chansons, chansons (Canzoni, canzoni, canzoni) de Domenico Paolella
- 1957 : Ces sacrés étudiants (Noi siamo le colonne) de Luigi Filippo D'Amico
- 1959 : Non perdiamo la testa de Mario Mattoli
- 1960 : 
  - Chi si ferma è perduto de  Sergio Corbucci.
  - Le Lit pour trois (Letto a tre piazze) de Steno
- 1961 : Quelle joie de vivre (Che gioia vivere) de René Clément.
- 1963 : Avventura al motel de Renato Polselli

### À la radio
- 1997 : Il mercante di fiori